# Bain Capital
Bain Capital es una empresa administradora de activos financieros especializada en private equity, capital de riesgo, crédito y hedge funds. Tiene su sede en Boston, Estados Unidos. Bain Capital invierte en una amplia gama de sectores y regiones geográficas. 
La empresa fue fundada en 1984 por Mitt Romney y otros asociados de la empresa de consultoría Bain & Company. Desde los inicios ha adquirido o invertido en cientos de empresas, incluyendo, entre otras: AMC Entertainment, Aspen Education Group, Brookstone, Burger King, Burlington Coat Factory, Clear Channel Communications, Domino's Pizza, DoubleClick, Dunkin' Donuts, D&M Holdings, Guitar Center, Hospital Corporation of America, Sealy, The Sports Authority, Staples Inc., Toys "R" Us, Warner Music Group y The Weather Channel,  Atento, Inetum (Fusión de Gfi e Informática El Corte Inglés). La última adquisición ha sido ITP Aero en septiembre de 2022.
A principios de 2012, la empresa gestiona aproximadamente USD 66 000 000 000 de capital de inversionistas. Cuenta con 400 profesionales, la mayoría de ellos experimentados en servicios de consultoría, operaciones o finanzas.

## Inversiones
|                                 |
| Staples, Inc. (inversión, 1986) |

|                                    |
| Sports Authority (inversión, 1987) |

|                                |
| Brookstone (adquisición, 1991) |

|                                                    |
| Sealy Corporation (adquisición, noviembre de 1997) |

|                                                  |
| Domino's Pizza (adquisición, septiembre de 1998) |

|                                              |
| Burger King (adquisición, diciembre de 2002) |

|                                                   |
| Houghton Mifflin (adquisición, diciembre de 2002) |

|                                                      |
| Bombardier Recreational Products (adquisición, 2003) |

|                             |
| SunGard (adquisición, 2005) |

|                                 |
| Toys "R" Us (adquisición, 2005) |

|                                                 |
| Dunkin' Donuts (adquisición, diciembre de 2005) |

|                         |
| NXP (adquisición, 2006) |

|                                                      |
| Burlington Coat Factory (adquisición, enero de 2006) |

|                                            |
| Guitar Center (adquisición, junio de 2006) |

|                                                   |
| Sensata Technologies (adquisición, junio de 2006) |

|                                                              |
| Hospital Corporation of America (adquisición, julio de 2006) |

|                                               |
| Bavaria Yachtbau (adquisición, julio de 2007) |

|                                         |
| The Weather Company (adquisición, 2008) |

|                                                           |
| Clear Channel Communications (adquisición, julio de 2008) |

|                                           |
| D&M Holdings (adquisición, julio de 2008) |

|                                         |
| Gymboree (adquisición, octubre de 2010) |

|                                  |
| BMC Software (adquisición, 2013) |

|                                  |
| Canada Goose (adquisición, 2013) |

|                                    |
| FTE automotive (adquisición, 2013) |

|                            |
| Symantec (inversión, 2016) |

|                                  |
| Kantar Group (adquisición, 2019) |

|                                                   |
| Virgin Australia (adquisición, noviembre de 2020) |

|                                     |
| Inetum (adquisición, julio de 2022) |

|                                            |
| ITP Aero (adquisición, septiembre de 2022) |